# Hubert Hannemann
Hubert Hannemann (* 17. Juni 1888 in Düsseldorf; † nach 1930) war ein deutscher Maler und Radierer sowie Kostüm- und Bühnenbildner.

## Leben
Hannemann war Schüler der Kunstgewerbeschule Düsseldorf. Dort war der Maler und Zeichner Wilhelm Sprengel (* 1861) sein Lehrer, ein Anhänger des ornamentalen Pflanzenstudiums nach Moritz Meuer. Hannemann wurde in Köln ansässig, veröffentlichte grafische Mappenwerke und wirkte in den 1910er, 1920er und 1930er Jahren als Kostüm- und Bühnenbildner für die Vereinigten Stadttheater Köln bzw. Städtischen Bühnen Köln.